# Fodboldkrigen
Fodboldkrigen (spansk: La guerra del fútbol), som den blev døbt af medierne, var en kort krig udkæmpet mellem El Salvador og Honduras i 1969.
Den sociale situation i begge lande op til krigens udbrud var eksplosiv bl.a. som følge af mange salvadoranske gæstearbejdere i Honduras. Den spændte stemning mellem de to lande blev yderligere øget under den anden kvalifikationsrunde til fodbold VM i 1970, hvor de to lande den 27. juni 1969 mødte hinanden i en afgørende fodboldkamp, som El Salvador vandt 3-2 efter forlænget spilletid. Der opstod omfattende uroligheder blandt honduranere og de mange salvadoranere, der som gæstearbejdere arbejdede i Honduras. El Salvadors regering beskyldte Honduras for ikke at beskytte de mange salvadoranere i Honduras og afbrød de diplomatiske forbindelser til landet.
Den 14. juli 1969 gennemførte El Salvadors hær et angreb mod Honduras. Organisationen af Amerikanske Stater (OAS) forhandlede en våbenhvile på plads om natten den 18. juli (hvilket gav krigen tilnavnet "100 timers krigen"), der trådte i kraft den 20. juli. De salvadorianske styrker trak sig ud af landet i starten af august. Først den 30. oktober 1980 underskrev de to lande en fredstraktat, hvorefter den fremtidige grænsedragning skulle afgøres af den Internationale Domstol.
Krigen kostede omkring 2000 mennesker livet nogenlunde ligeligt fordelt mellem landene. Krigen medførte opløsningen af det centralamerikanske fællesmarked.